# Édouard Claparède
Édouard Claparède  (n. 24 martie 1873 - d. 29 septembrie 1940) a fost un neurolog și pedagog elvețian și specialist în psihologie infantilă.
În 1912 a fondat la Geneva Institutul Rousseau.
Împreună cu vărul său, Théodore Flournoy, a fondat revista „Arhivele de psihologie”.
Sunt celebre studiile sale referitoare la amnezie și la modul cum sunt memorate evenimentele neplăcute.

## Familie
Fiu și nepot de pastori, Édouard Claparède provine dintr-o familie de hughenoți francezi din Languedoc, emigrați la Geneva în urma revocării Edictului de la Nantes; face parte din mediul intelectual și protestant francez. Împreună cu vărul său Théodore Flournoy a creat în 1892 un laborator de psihologie în cadrul Facultății de științe a Universității din Geneva. 